# Holden Maryott
Holden Maryott (* in Rockford) ist ein US-amerikanischer Volleyballspieler.

## Karriere
Maryott begann seine Karriere an der Boylan Catholic High School. Von 2021 bis 2025 studierte er an der University of Mount Olive und spielte in der Universitätsmannschaft Trojans. 2025 wurde der Mittelblocker vom deutschen Bundesligisten Volley Goats Mitteldeutschland verpflichtet.